# Docupedia-Zeitgeschichte
Docupedia-Zeitgeschichte je internetová open-access příručka k soudobým dějinám.
Projekt Docupedia-Zeitgeschichte byl vypracován Centrem pro výzkum soudobých dějin v Postupimi společně s Institutem historických věd a Počítačovým a mediálním servisem Humboldtovy univerzity v Berlíně. Byl financován Německou výzkumnou společností. Webová stránka byla spuštěna v roce 2010 a původně obsahovala 20 článků. 
Docupedia-Zeitgeschichte obsahuje články o nejdůležitějších tématech a debatách, které jsou důležité pro výzkum soudobých dějin. 